# Cercobrachys cree
Cercobrachys cree är en dagsländeart som beskrevs av Sun, Webb och Mccafferty 2002. Cercobrachys cree ingår i släktet Cercobrachys och familjen slamdagsländor. Inga underarter finns listade i Catalogue of Life.